# قائمة التشوهات الجنينية
التشوهات الجنينية هي الحالات التي تؤثر على المُضغَة أو الجنين الحي، ويمكن تشخيصها قبل الولادة، وقد تكون قاتلة أو تسبب مرضًا بعد الولادة. ويمكن أن تشمل هذه الحالات إختلال الصيغة الكروموسومية، والتشوهات الهيكلية، أو الأورام.

## التصنيف
هناك فئتان عامتان من التشوهات الجنينية (هيكلية ووظيفية):
- التشوهات الهيكلية: تؤثر على أجزاء جسم الطفل المتطورة، مثل قلبه، ورئتيه، وكليتيه، وأطرافه، أو ملامح وجهه. أمثلة على التشوهات الهيكلية تشمل تشوهات في القلب، و تشوهات الأطراف (مثل كثرة الأصابع أو انعدام الأصابع)، والشفة المشقوقة والحنك المشقوق، وعيوب الأنبوب العصبي وغيرها.
- التشوهات الوظيفية: تؤثر على كيفية عمل جزء من الجسم أو نظام الجسم بشكل عام،[6] مثل الدماغ، والجهاز العصبي، أو الإدراك الحسي. أمثلة على التشوهات الوظيفية تشمل النوبات الصرعية، والعمى، والإعاقة النمائية، والضمور العضلي، ومتلازمة داون.
- قد تؤثر بعض التشوهات الجنينية على الهيكل والوظيفة للجسم في نفس الوقت.

## القائمة
- توأم ذو تروية شريانية عكسية
- خلل تنسج عظمي غضروفي
- لاتصنع الغضروف
- انعدام تكون الجسم الثفني
- متلازمة الشريط السلوي
- رتق الشرج
- انعدام الدماغ
- متلازمة أنجيلمان
- كيسة عنكبوتية
- اعوجاج المفاصل
- ورم عضلي مخطط
- متلازمة التراجع الذيلي
- ورم وعائي مشيمي
- الشفة المشقوقة والحنك المشقوق
- حنف القدم
- تضيق الأبهر
- توأمان ملتصقان
- تصقلب
- ورم رطب كيسي
- متلازمة داندي ووكر
- فتق الحجاب الحاجز
- رتق الاثنا عشر
- شذوذ إبشتاين
- انتباذ القلب
- قيلة دماغية
- رتق المريء
- إكشاف مثاني
- متلازمة الجنين الكحولي
- متلازمة القوس الأول
- انشقاق البطن الخلقي
- اندماج مقدم الدماغ
- موه انعدام المخ
- موه الكلية
- استسقاء جنيني
- متلازمة القلب الأيسر ناقص التنسج
- داء الكلية متعددة الكيسات المتنحي
- انقذال الدماغ
- تحدد النمو داخل الرحم
- متلازمة كليبل-ترينوناي
- عملقة الجنين
- صغر الرأس
- خلل التنسج الكلوي
- قلة السائل السلوي
- فتق سري ولادي
- تكون العظم الناقص
- كثرة الأصابع
- استسقاء سلوي
- صمام إحليلي خلفي
- غياب الكلية الخلقي
- انحلال الدم الوليدي
- ورم مسخي عجزي عصعصي
- تشقق العمود الفقري
- عيب الأنبوب العصبي
- ارتفاق الأصابع
- رباعية فالو
- انقلاب وضع الأوعية الكبرى
- متلازمة تثلث الصيغة الصبغية
- متلازمة باتو
- متلازمة إدوارد
- متلازمة داون
- متلازمة تيرنر
- متلازمة نقل الدم الجنيني
- قيلة حالبية
- متلازمة فاكترل
- وريد جالينوس وتشوهات أم الدم
- عيب الحاجز البطيني